# بوویله ارنیکا
بوویله ارنیکا (به ایتالیایی: Boville Ernica) یک کومونه در ایتالیا است که در استان فروزینونه واقع شده‌است.

## خصوصیات
بوویله ارنیکا ۲۸ کیلومترمربع مساحت و ۸٬۸۶۹ نفر جمعیت دارد و ۴۵۰ متر بالاتر از سطح دریا واقع شده‌است.

## خواهرخوانده
شهرهای مارک‌کلیبرگ و Pierre-Bénite خواهرخوانده‌های بوویله ارنیکا هستند.